# Книга Самуила
Ссылки «1Цар.» и «2Цар.», созданные с помощью шаблона «Библия», направляются в эту статью, см. также статьи: Первая книга Царств, Вторая книга Царств.
Книга Самуила (ивр. סֵפֶר שְׁמוּאֵל‎ [Сефе́р Шмуэ́ль]), восьмая книга еврейской канонической Библии (Танаха) и третья в её разделе так называемых ранних пророков. В православии соответствует первым двум из четырех Книг Царств.

## Составные части
Изначально единая книга, в Септуагинте и в Вульгате она была разделена на две книги, получившие название Первой и Второй (из четырёх) книг Царств. В еврейских рукописях Библии текст рассматривался как единая книга, и лишь с появлением печатной Библии в XV веке деление на I книгу и II книгу Самуила вошло в еврейскую традицию.

### Содержание
- Первая книга Царств
- Вторая книга Царств

| Православие  | Иудаизм, западная христианская традиция | Православие            |
| ------------ | --------------------------------------- | ---------------------- |
| Книги Царств | Книга Самуила                           | Первая книга Царств    |
| Книги Царств | Книга Самуила                           | Вторая книга Царств    |
| Книги Царств | Книга Царей                             | Третья книга Царств    |
| Книги Царств | Книга Царей                             | Четвертая книга Царств |

## Описание
Название книги в еврейском каноне не предполагает авторство Самуила, а очевидно дано потому, что Самуил — первая значительная личность, появляющаяся в повествовании.
По свидетельству иудейского предания и окончанию первой книги Паралипоменон (1Пар. 29:29), авторами книги Самуила были пророки Самуил (24 главы книги), Нафан и Гад.
Книга Самуила — исторический документ первостепенной важности для понимания событий, которые привели к становлению монархии. Она описывает разные религиозно-этические оценки монархии и попытки его осмысления религиозным мировоззрением.

## Критика
Книга Самуила не принадлежит перу одного автора, хотя несомненно, что впоследствии текст подвергся редактуре. Она включает разнообразные элементы как с жанровой, так и с содержательной точки зрения. Бо́льшая часть текста составлена из повествований, связанных содержательно (единство места и времени) и стилистически (диалоги, повтор формул, рамочное построение и т. п.). Книга содержит поэтические фрагменты, представляющие собой речь персонажей. Некоторые из этих поэтических фрагментов встречаются и в других книгах Библии, поэтому возникает вопрос, принадлежат ли поэтические тексты той же эпохе, что и основное повествование книги. В книге Самуила часто встречаются пророчества и Божественные наставления. В большинстве случаев такие отрывки образуют часть повествования, однако иногда представляют собой самостоятельные литературные композиции. В книге содержится материал, источником которого служили царские архивы, — например, списки сановников Давида, имена его жён и сыновей, перечни его войн и завоеваний. Обычно этот материал стилистически подчинен повествовательным частям или сам включает повествовательные детали. Реже архивный материал образует самостоятельный текст.
В книге Самуила встречаются и другие жанровые элементы — молитва, мотивы притчи, пословицы и поговорки. Основным методом составителя, очевидно, была компоновка материала в более или менее хронологическом порядке, что часто требовало членения используемых источников и перегруппировки их частей в соответствии с логикой и хронологией. Большинство исследователей придерживается мнения, что источники, использованные при составлении книги Самуила, включали сказания о детстве Самуила, повествование о Ковчеге Завета, о становлении монархии — о событиях в Мицпе, Раме и Гилгале, рассказы о Давиде, историю событий при его дворе, а также дворцовые архивы, пророчества, стихотворные композиции.